# Cammie King
Eleanore Cammack King, detta Cammie (Los Angeles, 5 agosto 1934 – Fort Bragg, 1º settembre 2010), è stata un'attrice statunitense, attiva da bambina.

## Filmografia
- Blondie Meets the Boss, regia di Frank R. Strayer (1939) - non accreditata
- Via col vento (Gone with the Wind), regia di Victor Fleming (1939)
- Bambi, regia di David Hand (1942) - voce, non accreditata

## Doppiatrici italiane
- Maria Pia Di Meo in Via col vento
- Georgia Lepore in Via col vento (ridoppiaggio)

Da doppiatrice è sostituita da:
- Silvia Tognoloni in Bambi (ridoppiaggio)